# Constellation Energy
Constellation Energy Corporation (NASDAQ: CEG

) er et amerikansk energiselskab med hovedkvarter i Baltimore, Maryland. De forsyner ca. 2 mio. kunder i USA med elektricitet og naturgas. Deres elektricitet produceres primært på kernekraft og fossile brændsler, men i mindre grad også på vedvarende energi.